# Lamarche (Quebec)
Lamarche es un municipio canadiense situado en la provincia de Quebec.

## Superficie
Lamarche tiene una superficie de 81,45 km².

## Demografía
En 2021, tenía 476 habitantes, una densidad poblacional de 5,8 hab./km², y 396 viviendas.